# Zygodontomys
Zygodontomys és un gènere de rosegadors de la tribu dels orizominis i la família dels cricètids. El seu parent més proper podria ser el gènere Scolomys. Es troba des de l'est de Centreamèrica fins a les Guaianes. Conté dues espècies: Zygodontomys brunneus i Zygodontomys brevicauda.